# Marienkirche (Ziegenhain)

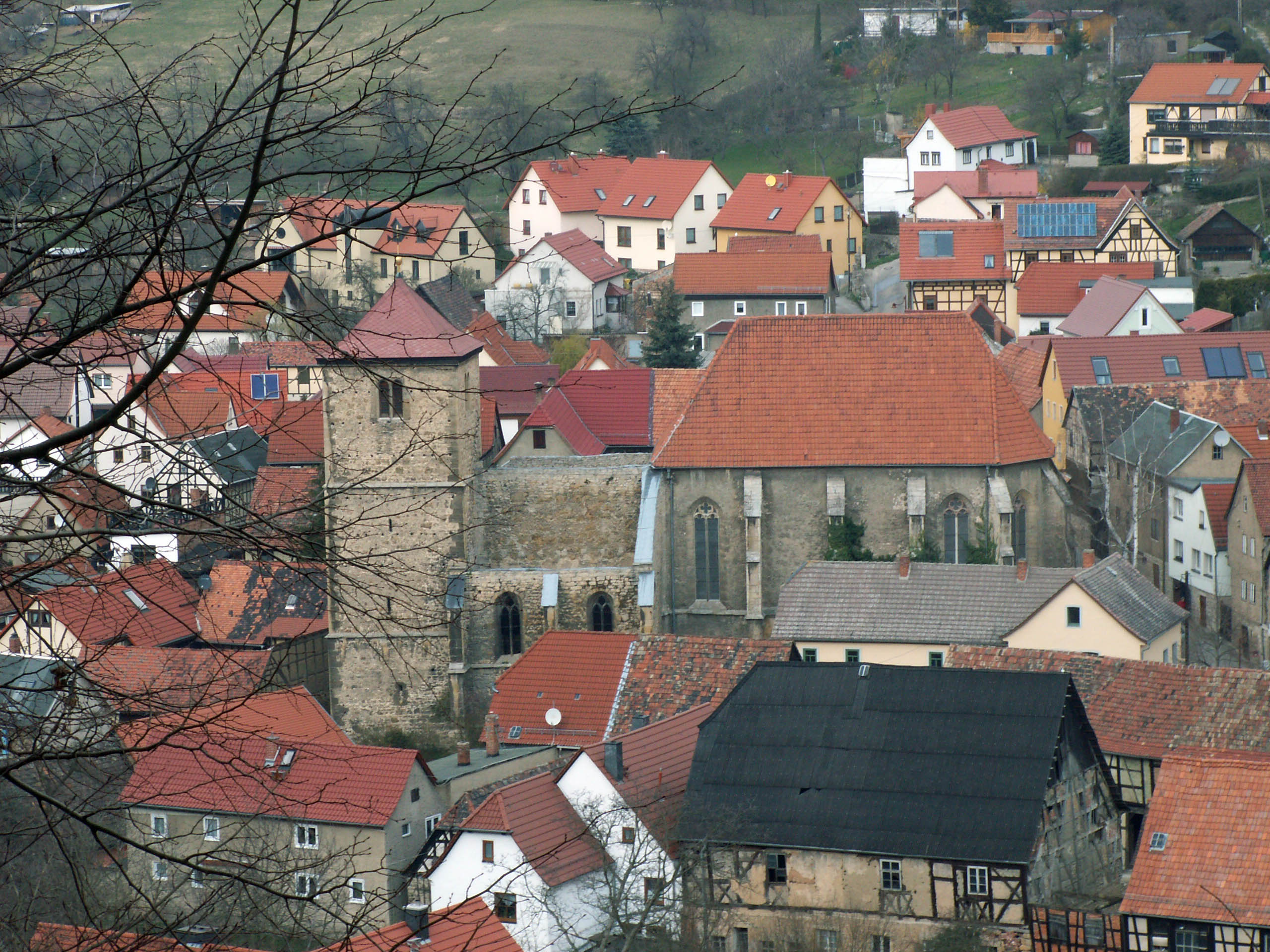
Blick auf die Kirche

Die Marienkirche, in ihrer heutigen Form im 15. Jahrhundert errichtet, steht im Stadtteil Ziegenhain der Stadt Jena in Thüringen. Das Gotteshaus ist seit den 1990er Jahren  denkmalgeschützt. Kirchenpatronin ist die Jungfrau Maria. Die Kirchengemeinde gehört zum Sprengel Weningenjena.

## Lage
Die Kirche befindet sich östlich am Rand der Stadt Jena zwischen zwei Bergrücken am Ende des Ziegenhainer Tals im ländlich beeinflussten Umland. Sie wird allseitig von Wohnhäusern umgeben.

## Geschichte
Im 14. Jahrhundert nahmen die Wallfahrten zu dem Marienbild in der Marienkapelle zu, so dass Albrecht III., Burggraf von Kirchberg, um 1422 den Bau einer würdigen größeren Kirche als gestreckter Achteckbau mit zwei Chorpolygonen in Auftrag gab. Das Marienbild ist in der Stiftungsurkunde vom 6. Dezember 1424 genannt, aber inzwischen in der Ziegenhainer Kirche nicht mehr vorhanden. Es wird vermutet, dass es sich bei dem in der Stiftungsurkunde genannte Marienbild um das im Jenaer Stadtmuseum gezeigte Jenaer Vesperbild handelt. Um 1465 wurde die Kapelle durch ein dreischiffiges zweijochiges Hallenlanghaus und den Turm durch den Jenaer Baumeister Peter Heierliß erweitert. Aus den 1420er Jahren stammt ein Fresko an der Nordwand des Chores, das den Zug der Heiligen Drei Könige, Schutzpatrone der Pilger, vor der heimatlichen Landschaft der Hausbergburgen, darstellt. Aus der Bauzeit stammen auch ein achteckiger romanischer Taufstein und ein Flügelaltar, der heute an der Rückwand des Kirchenschiffs steht. Das zentrale Bild des 1550 bis 1590 neu bemalten Flügelaltars stellt die Kreuzigung Jesu dar. Das erste Bildfeld von links zeigt die alttestamentliche Geschichte der von Mose aufgestellten Ehernen Schlange. Das zweite Bildfeld zeigt die Opferung Isaaks. Die rechten Bildfelder sind der Auferstehung Jesu Christi gewidmet und dem Weltgericht. Zwischen 1591 und 1939 haben Studenten der Jenaer Universität ihre Namen und das Datum ihres Besuchs auf dem Flügelaltar eingeritzt.
Die Marienkirche Ziegenhain blieb als Wallfahrtskirche unvollendet und wurde als Kirche Ziegenhain seit 1424 von den Bewohnern des Tals genutzt. In der Blütezeit der Gotik entstand der hohe Chor. Der Wehrturm im Westen wurde Ende des 15. Jahrhunderts gebaut. Sowohl im sächsischen Bruderkrieg und in der Reformation kam es zum Rückgang des Interesses und der Verfall des Gotteshauses begann. Im 17. Jahrhundert, ab 1636, wurde deshalb der Chor vom dreischiffigen Langhaus getrennt und eine behelfsmäßige Decke eingezogen. Mit der ehemaligen Kapelle hatten die Ziegenhainer wieder eine Kirche. Das Kirchenschiff wurde Ruine. Aus den Jahren 1693/1694 stammt der barocke Pyramidenkanzelaltar, der einige kunsthistorische Besonderheiten aufweist: Es gibt nur zwei anstatt der sonst üblichen vier Palmsäulen; der Kanzelkorb befindet sich unter dem Pyramidenbaldachin; die Kanzel wurde erst 90 Jahre später über den Altar gesetzt.
Im Ersten Weltkrieg musste die Gemeinde zwei der drei Bronzeglocken als Metallspende des deutschen Volkes zur Herstellung von Kriegsgeräten abliefern. In späteren Jahren ließ die Kirchengemeinde an dessen Stelle Klangstahlglocken installieren. Zu Beginn der 2010er Jahre entstand der Wunsch, zwei neue Bronzeglocken gießen zu lassen, um wieder ein volles schönes Geläut erklingen zu lassen. Die nötige Summe kam zusammen und voraussichtlich zum 2025er Erntedankfest sollen sie feierlich aufgehängt werden.

## Neubeginn
In den Jahren 1988 bis 1994 erfolgten umfangreiche Sanierungsarbeiten besonders im Kircheninneren und im Ruinenteil. Dabei wurde der als Kirchenraum dienende Chor wiederhergestellt. Unter der Orgelempore ist nun ein Raum, der als Winterkirche dient. Der unvollendete Raum der Kirche wurde erstmals in der Geschichte des Hauses beräumt. Dort finden nun Veranstaltungen statt wie: Chorkonzerte, Freiluftveranstaltungen usw. Das Gelände wird auch in das kirchliche Geschehen einbezogen, dient also als Begegnungsort. Weitere Reparaturen und Ausgestaltungen wurden in Vorbereitung des Kirchenjubiläums (2023/2024) durchgeführt.

## Gerhard-Orgel

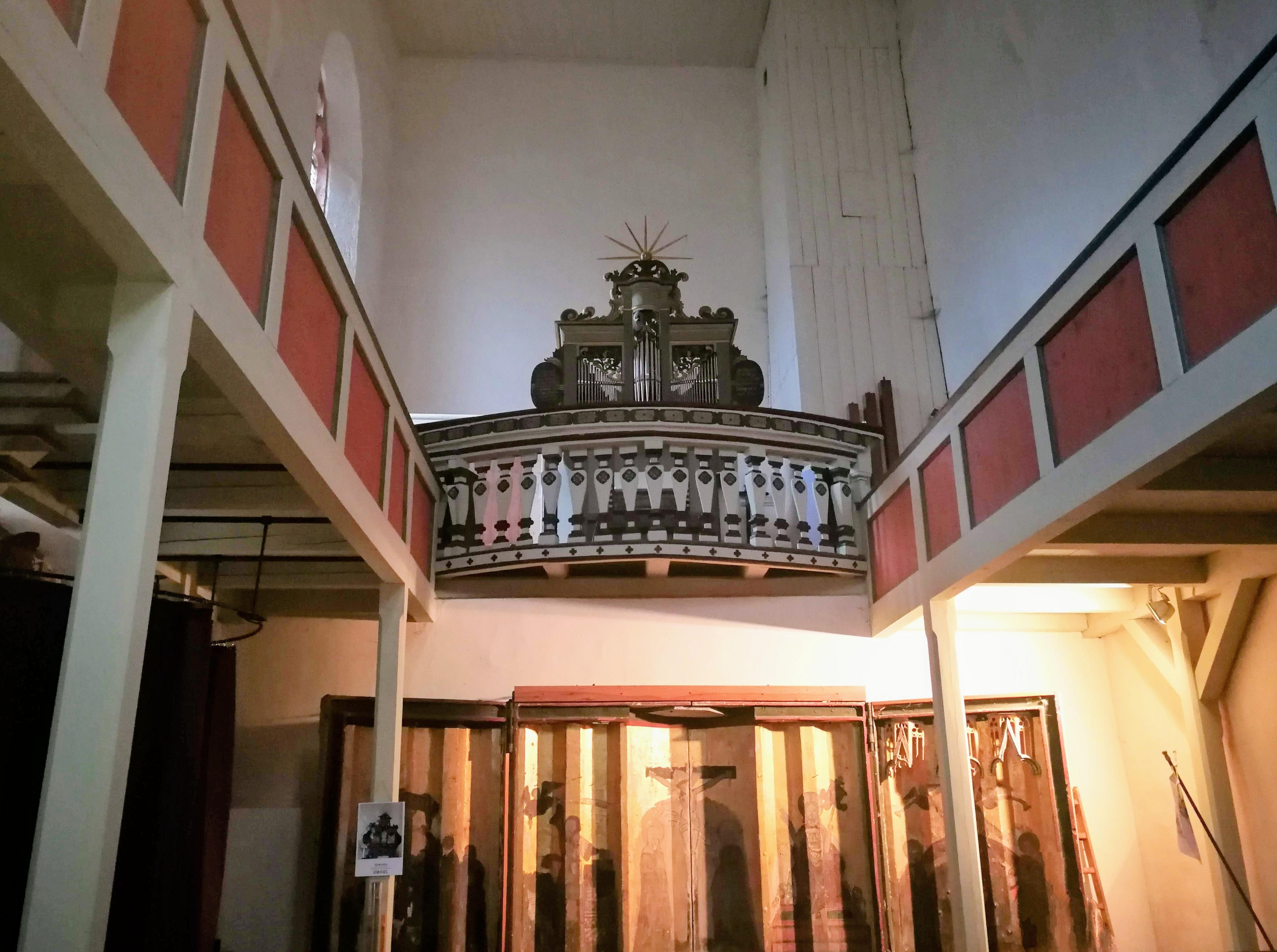
Innenraum, Blick zur Orgel (2018)

Die 1764 in Ziegenhain erstmals geweihte Orgel von Justinus Ehrenfried Gerhard stand zuvor in einer anderen Kirche und stammt aus der Zeit um das Jahr 1739. Sie war zuletzt 15 Jahre nicht spielbar. Das rein mechanische Schleifladeninstrument wurde hochwertig restauriert und am 26. August 2001 feierlich wiedergeweiht.
| Manual CD–c3 |            |       |
| 1.           | Gedackt    | 8′    |
| 2.           | Octava     | 4′    |
| 3.           | Flöte      | 4′    |
| 4.           | Principal  | 2′    |
| 5.           | Quinta     | 1 ⁄2′ |
| 6.           | Octava     | 1′    |
| 7.           | Mixtur III | 1′    |

| Pedal CD–c1 |          |     |
| 8.          | Subbaß   | 16′ |
| 9.          | Octavbaß | 8′  |

- Koppel: Man/P
- Effektregister und Spielhilfen: Tremulant, Calcantenruf
- Stimmung:
  - Höhe a1 = 464 Hz
  - Temperatur: Silbermann Sorge

## Kunstwerke
Heute besitzt die Kirche nur wenige Kunstwerke, darunter ein Fresko mit den drei Jenaer Hausbergburgen. Die für die 600-Jahr-Feier von Künstlern geschaffenen Mariendarstellungen spenden diese nun für die Kirche.

## Varia
- Die dendrochronologische Untersuchung im Mai 2021 ergab: Das Tannenholz, aus dem der Kirchen-Dachstuhl gezimmert wurde, stammt von Bäumen, die im Jahr 1353 zu wachsen begannen und im Jahr 1422 gefällt wurden.[16]